# Neoapachella rothi
Genre
Espèce
Neoapachella rothi, unique représentant du genre Neoapachella, est une espèce d'araignées mygalomorphes de la famille des Euctenizidae.

## Distribution
Cette espèce est endémique des États-Unis. Elle se rencontre en Arizona et au Nouveau-Mexique.

## Description
Le mâle holotype mesure 12,36 mm et la femelle paratype 20,71 mm.

## Étymologie
Cette espèce est nommée en l'honneur de Vincent Daniel Roth.

## Publication originale
- Bond & Opell, 2002 : Phylogeny and taxonomy of the genera of south-western North American Euctenizinae trapdoor spiders and their relatives (Araneae: Mygalomorphae, Cyrtaucheniidae). Zoological Journal of the Linnean Society, vol. 136, no 3, p. 487-534 (texte intégral).